# Imane Boulaamane
Imane Boulaamane, née le 27 janvier 1989, est une nageuse marocaine.

## Carrière
Imane Boulaamane connaît de nombreux succès dans les catégories de jeunes, ayant à son actif une quinzaine de records dès l'âge de 15 ans. 
Elle obtient la médaille d'argent du relais 4 x 100 m quatre nages aux Championnats d'Afrique de natation 2010 à Casablanca avec Sara El Bekri, Shahrazad Ramond et Noufissa Chbihi. Elle est médaillée de bronze dans la même épreuve aux Jeux panarabes de 2011 à Doha.